# Henryk Święcicki (1926–1985)

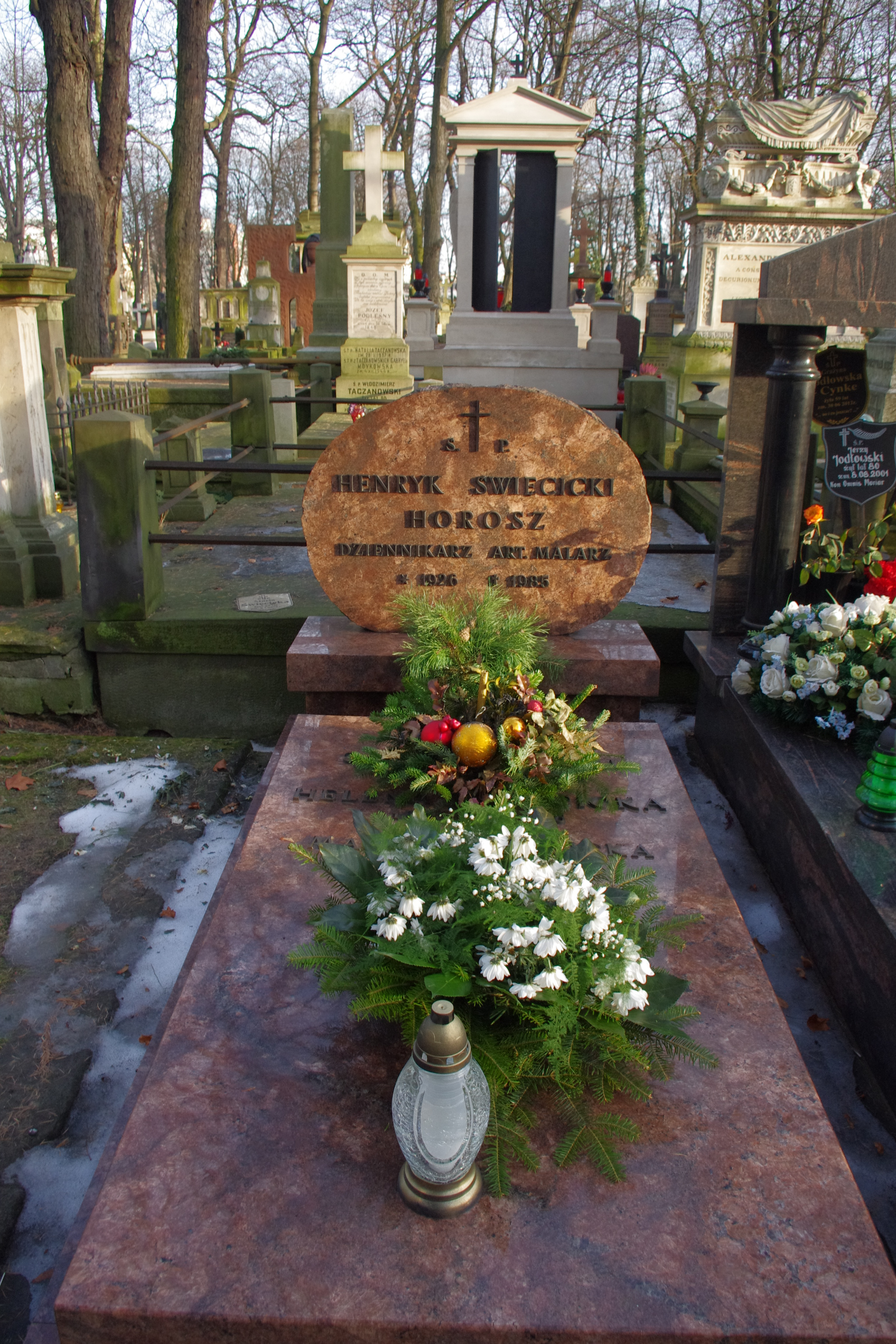
Grób Henryka Święcickiego na Starych Powązkach w Warszawie

Henryk Święcicki, ps. Henryk Horosz (ur. 7 kwietnia 1926 w Wilnie, zm. 9 sierpnia 1985 w Warszawie) – polski dziennikarz, działacz społeczny i dyplomata, malarz, redaktor naczelny „Warmii i Mazur”, „Panoramy Północy” i „Przyjaźni”, konsul PRL w Leningradzie.

## Życiorys
W czasie II wojny światowej walczył w Ludowym Wojsku Polskim. W latach 1950–1953 studiował prawo na Uniwersytecie Mikołaja Kopernika w Toruniu, po czym przeprowadził się do Olsztyna, rozpoczynając karierę dziennikarską (m.in. jako redaktor dodatku do „Głosu Olsztyńskiego” pod tytułem „Świat i My”). Należał do inicjatorów powstania pisma regionalnego „Warmia i Mazury”. Stanął na czele jego redakcji (1955–1957), następnie był redaktorem „Panoramy Północy” (1957–1969) oraz „Przyjaźni” (1970–1973). W 1973 złożył listy komisyjne jako konsul PRL w Leningradzie.
Zajmował się malarstwem sztalugowym, jego prace były wystawiane na wernisażach i wystawach. Odznaczony medalami Za Odrę, Nysę, Bałtyk oraz Medal Zwycięstwa i Wolności.
Pochowany w Warszawie na cmentarzu Powązkowskim (kwatera 8-4-4).